# مؤشر الأسعار المدفوعة
مؤشر الأسعار المدفوعة هو أحد المؤشرات التي تقيس التغيرات في الأسعار المدفوعة مقابل البضائع والخدمات المستخدمة في إنتاج المحاصيل والماشية ومتطلبات الأسرة. ويمثل مكون الإنتاج في هذا المؤشر ما يزيد عن 65% من مجموعه، أما نفقات الأسرة فيمثلها مؤشر أسعار المستهلكين لجميع مستهلكي المناطق الحضرية وتسجل أقل من 20% من المؤشر. وبالنسبة لباقي مكونات المؤشر فهي كالآتي: رسوم الفائدة على العقارات الزراعية، والدين غير العقاري، والضرائب القابلة للدفع على العقارات الزراعية، ومعدلات الأجور المدفوعة لليد العاملة الزراعية الأجيرة. وحاليًا تنشر خدمة الإحصاءات الزراعية الوطنية (NASS) المؤشر على أساس 1990-92 = 100. ومن الأغراض الأخرى التي يستخدم لأجلها المؤشر حساب أجور الرعي الفيدرالية. ويطلق على مؤشر الأسعار المدفوعة على أساس 1910-14 = 100 اسم مؤشر أسعار التعادل ويستخدم في حساب نسبة التعادل.